# 潮剧
潮剧（潮拼：diê5/dio5 giah8），又称潮州戏、潮音戏、潮州白字戏，是用閩南語潮州方言演唱，在丑生（角色）有突出表现的地方戏曲，在明朝开始形成后，流行于广东潮汕、闽南等地，并随潮州人传播到上海、香港、澳門、臺灣以及泰国、新加坡、马来西亚、印尼、柬埔寨、越南等东南亚与欧美地区，是中国对外最有影响的地方戏剧之一。潮剧历史悠久，也是中国最古老的地方剧种之一，属元明南戏的一支，时称为潮腔、潮调、泉潮雅调，为明代南戏五大声腔之一。明朝嘉靖丙寅年（1566年）刊本《荔镜记》，是迄今所能见到的最早一个运用“泉潮腔”演唱的演出剧本。它于2006年被列入首批国家级非物质文化遗产保护名录。

## 历史

### 起源
潮劇等中国戏剧的最早源头是民歌，可上溯至先秦时代的《詩經》
中國齊言體民歌，發展至魏、晉和唐代，達到空前的高峯，更形成了一代的文學體式──唐詩。变文是唐代兴起的一种说唱文学，多用韵文和散文交错组成，在佛教寺廟的俗講表演中，不但形成說故事的內容，也加入了以木魚为主的節拍特色。

### 宋朝
陈寅恪说过：华夏民族之文化，历数千载之演进，造极于赵宋之世。而潮州早在唐代已经发展为岭南大郡了，宋朝对外联系频繁以及经济繁荣，“岸海介闽，舶通瓯吴及诸蕃国，人物辐集，而又地平土沃，饶鱼盐，以故殷给甲邻郡。”。教育方面上，“一州两书院，他郡所无”。音乐文化昌盛，“潮之大成乐……他郡所无者。”而民间自发的文化活动也是很活跃，但历代朝廷官府常以各种名义对其加以干涉，乃至明文禁止。但我们却可以从另一个侧面，看出戏曲在当时潮州的发展情况。宋代朱熹任职于与潮州同俗同文的漳州时，曾在《劝渝榜》要求：约束城乡不得以禳灾祈福为名敛掠钱物，装弄傀儡”。其门徒漳州人陈淳（1153-1217年）在其《上傅寺丞论淫戏》提到：“优人互凑诸乡保作淫戏，号‘乞冬’。群不逞少年，遂结集浮浪无赖数十辈，共相唱率，号曰‘戏头’。逐家聚敛钱物，豢优人作戏，或弄傀儡，筑棚于居民丛萃之地，四通八达之郊，以广会观者”。可见当时潮漳地区，演戏蔚然成风。而南戏也已经传到了泉州。

### 元朝
到了元朝，雜劇成了最受歡迎的戲劇種類。當時稱一幕戲為一折。選演一部戏剧中的一幕便稱為子戲。潮劇有很多劇目以元朝雜劇为基础，例如《白兔记》、《薛仁贵回窑》等。

### 明朝
潮剧在明代嘉靖之前就开始形成。嘉靖十四年（1535年）《广东通志》载："潮属多以乡音搬演戏文"，而嘉靖丙寅年（1566年）用潮州方言写的戏本《荔镜记》，都可以说明用潮州方言演出的戏已占主要地位。潮剧在明代称潮腔、潮调、泉潮腔、泉潮雅调，一名潮音戏，也名白字戏。白字是相对于正字而言，戏谚有：“正字母生白字仔”，是指用潮州话演唱的地方戏，是从中州声韵（官话）演唱的正字戏（即正音戏）吸收弋阳腔、地方民间小戏以及小调演变而来，是属于南戏在潮州方言区逐渐衍变的地方化戏曲。在潮安县凤塘出土的宣德七年（1432年）南戏手抄本《刘希必金钗记》，就是一个正字本渗杂一些潮州方言。

### 清朝
从清人的笔记著作中，我们可以看到潮剧在清朝盛行的情况。康熙年间潮州“迎神赛会，一年且居其半。梨园婆婆，无日无之”。“潮人以土音唱南北曲，曰潮州戏”。而到了同治年间左右，“潮剧所演传奇，多习南音而操土风，名本地班。观者昼夜忘倦。若唱昆腔，人人厌听，则散去”。可以看出当时在潮州当地人观戏的爱好跟盛况。而到了光绪末年，由于时任潮州总兵的地方权势人物方耀亲属多喜潮剧，在他们的影响下，潮剧的繁荣则到了顶峰时期，时潮州戏班多达200余班。

### 共和国时期
经过连年的战乱，1949年10月汕头易帜后，经统计，时潮汕地区仅有10个戏班。

### 现状

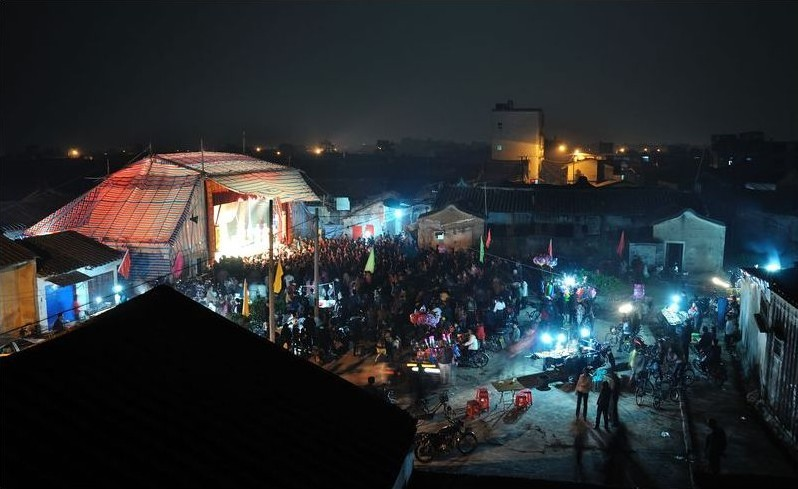
潮剧在普宁乡村搭建的戏棚进行演出

## 分布情况

### 上海
民国时期，上海聚集大量潮州人在此经商打工。三十年代，三正顺香班就曾到上海进行演出。

### 雷州半岛
清嘉庆五年岁贡陈源江写的《到遂溪》诗，便有“潮调方残灯光暗，黎歌又展梦魂惊”。

### 海南
早在1765年，在海南海口经商的潮州人就建有兴潮会馆，1789建潮州会馆，都有戏台。1933年版的《海南岛志》载：海南土戏‘其腔调，初唯用潮音，其后，代有变易，杂以闽、广歌曲，表演唱工。这也同时说明了，琼剧的形成是受到潮剧的影响的。

### 香港
根据一些学者推测，潮剧戏班最早到香港演出，是在清光绪（1875－1908）年间，由于酬神以及喜庆节日的需要，由文咸西街、永乐街、和兴西街、高陞街、德輔道西、干諾道西等一带的潮州人，搭建的露天舞台演出，聘请大陆的戏班前往演出。有的也会被潮商雇往戏园表演。

### 台湾
1772年，朱景英的《海东札记》就记载了潮剧在台湾演出情况：“神祠里巷，靡日不演戏，鼓乐喧阗，相续于道。演唱多土班小部，发声诘屈不可解，谱以丝竹，别有宫商，名曰下南腔。又有潮班，音调排场，亦自殊异。”
然而自從1920年代歌仔戲形成之後便大幅搶走潮劇的觀眾群，如今潮州戲在台灣已不復能見矣。

### 泰国
潮剧早早就传入了泰国，据英国人布赛尔《东南亚的中国人》卷三《在暹罗的中国人》就记载了1685至1688年在宫廷宴会中用以招待法国国王路易十四的使节。泰国同时也是“潮剧的第二故乡”，在潮剧历史扮演着重要角色。二十世纪二三十年代这里曾是世界潮剧的中心。三四十年代，曼谷五大戏院五个潮剧班包演，分别是东潮剧院为老怕梨春、杭州戏院是中一枝香、西湖戏院归中正顺香、和乐戏院属老梅正兴，西河戏院为老宝顺兴。四十年代前后泰国73府各地潮剧走唱班高达百多个。在2006年，泰国有30多个职业与半职业的潮剧团。很多时候做为酬神戏演出，在泰国演出的旺季主要是在每年的9月和10月，这两个月是泰国人拜佛吃素以及谢神的时间。

### 新加坡
新加坡是潮剧在东南亚地区的重镇。

### 马来西亚
据有些专家推测，潮剧以戏班的形式进入马来西亚早在清光绪年间就有了。早期潮剧在马来西亚的演出剧目主要是来自中国的潮剧戏班的一些中国传统剧目，演出场所大多是潮州人聚居的社区、街坊所临时搭建的露天舞台。因为主要作为酬神戏，带有明显的季节性，主要出现在每年的冬春两季。到了1911年与1929年间，是潮剧在马来西亚的发展阶段。主要体现在戏班增多，演出从农村发展到城镇城市，也向固定性，常年性发展。而从1930年开始，一直到太平洋战争爆发，则是潮剧在马来西亚传播的高潮阶段。这主要体现在本土戏班兴起，当时比较有名的戏班有：老正天香、老一枝香、老赛宝丰、荣和兴、玉楼春等。此外当地戏班还先后和多家唱片公司签约灌制潮剧唱片。1942年至1958年左右，受到日军占领的影响，以及战后世界性的经济不景气，马来西亚也受到波及，这是潮剧在马来西亚发展的低迷阶段。到了五十年代末后，“潮剧电影热”的兴起，特别是受到香港潮剧电影的影响，潮剧的舞台表演空间严重萎缩。当时在马来西亚，票房最好的潮剧电影是1959年拍摄的《芦林会》。1965年新加坡脱离马来亚联邦政府成为一个独立国家，潮剧发展重镇的新加坡的独立，对马来西亚的潮剧产生了较大影响，潮剧在马来西亚日渐衰落。1967至1970年间，香港著名潮剧演员陈楚蕙曾到马来西亚进行巡回演出，这给当时衰落的潮剧舞台带来一股新鲜空气。

### 柬埔寨
相传明清就有华侨在酬神赛会里，聘请中国的潮剧戏班过去进行演出。到了清同治、光绪年间为最盛，当时进入柬埔寨演出的潮剧戏班，还分有“红囊”和“青囊”。后来金边潮剧戏班，主要老玉、老玉春香、老梅正、新一枝香、正天香等，每年元宵节期间都会到乡村演出。

### 越南
相传明清就有華人在酬神赛会里，聘请中国的潮剧戏班过去越南进行演出。五十年代末六十年代初的时候，兴起的潮剧电影曾在越南引起轰动。1976年，由东方、以云、新艺、阳明轩、玉雪等业余潮乐社合并组成胡志明市统一潮剧团。这是越南目前唯一的专业潮剧团。此外还有越南南部朔莊省朱洋市珠光业余潮剧团和1969年创办的芹苴省芹苴市天和业余潮剧团。

## 唱腔
潮剧属于高腔系统，是曲牌体系。

## 音乐
潮剧的乐器分文场和武场，文场为管弦乐，武场为打击乐。

### 文畔；文爿；文场；旋律部
頭弦、二弦 (潮樂)、冇弦（椰胡）、二胡、提弦 (潮樂)、中冇弦（中胡）、大冇弦（低胡）、板胡、大吹（大唢吶）、小吹（小唢吶）、笛、箫、扬琴、秦琴、月琴、木琴、三弦、大三弦、琵琶、箏、阮、大提琴、低音大提琴、電子琴

### 武畔；武爿；武场；打擊樂部
木板、木鱼、辅板、哲鼓、柿饼鼓、战鼓、中鼓、大鼓、低音鼓、深波、钦仔、大钹、小钹、斗锣、大斗锣、锣仔、九仔锣、铜钟、苏锣、号头

## 行当

### 生

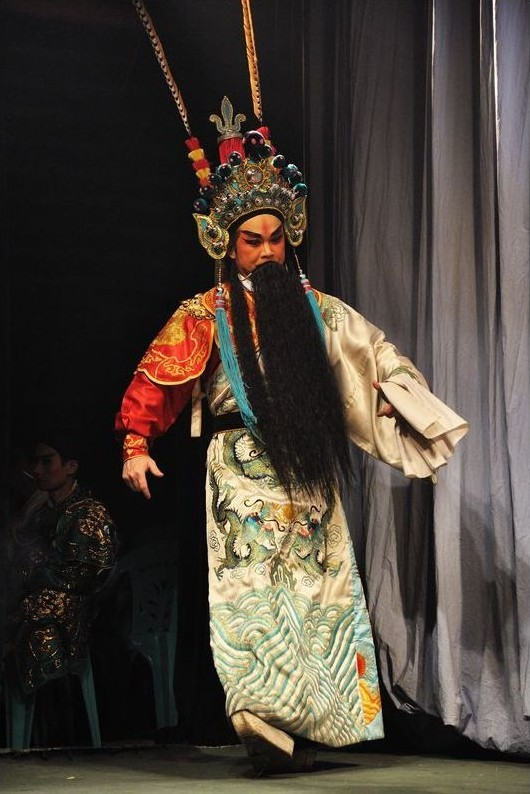
潮剧里的老生

小生、老生、武生、丑生（花生；三花生）

### 旦
青衣(乌衫)、闺门旦 (蓝衫)、衫裙旦 (花衫)、彩罗衣旦 (花旦)、老旦 (烏毛、白毛)、武旦

### 净
文净、武净、丑乌面

### 丑
官袍丑、项衫丑、踢鞋丑、武丑、裘头丑、长衫丑、褛衣丑、老丑、小丑、女丑

## 剧目
在潮剧将近500年的发展历史中，截止2007年6月共积累了5000多个剧目。广东潮剧院成立那年（1958年），时并入潮剧院的“源正”、“怡梨”、“三正”、“玉梨”、“赛宝”五个剧团将其所保存的共1280个旧剧本归潮剧院资料室，这些大多是手抄本。到了1962年，潮剧院资料室又聘请了社会人士协助把这些剧本重新整理抄正，去其残本和重复，共得882个，并以此编辑出版了《潮剧剧目纲要》一书。当时上海图书馆音响资料室所保存的上世纪20年代以来的潮剧录音唱片共有232个剧目，其中有110多个是《潮剧剧目纲要》所无的。可以这样说，迄今见到的1949年以前潮剧上演剧目共有1000个左右。
而上世纪50年代到90年代，潮汕地区的各类潮剧团演出的剧目当在3000个左右。

### 传统剧目
共和国之前传统的潮剧剧目主要来源，一是宋、元南戏，明清传奇以及花部剧本；二是本土题材的剧目；三是文明戏(时装戏)；四是改编潮州歌册。

## 名家
- 洪妙（工老旦）
- 姚璇秋（工青衣）
- 范澤華（工青衣）
- 吴丽君（工青衣）
- 黄瑞英（工花旦）
- 秦梦
- 邱红
- 陈华
- 張長城（工老生）
- 葉清發（工小生）
- 吳清城（工小生）
- 陈楚蕙（女文武小生，香港）
- 陈文炎（工小生）
- 陳學希（工小生）
- 陈光耀
- 陈丽玉
- 谢大目（工丑行）
- 蔡锦坤（工丑行）
- 李有存（工丑行）
- 方展榮（工丑行）
- 郭石梅
- 李義鵬（-(丑)-生）
- 芦吟词
- 黄玉斗
- 孫小華
- 鄭小霞
- 鄭健英
- 谢吟
- 许云波
- 杨其国
- 张桂坤
- 郑仕鹏
- 黃振龍

（部分名家資料由前「香港昇藝潮劇團」楊佩君女士提供）

## 经典唱段
爱歌、桃花过渡

## 相关研究著作
- 林淳钧. . 中山大学出版社. 1993-01-01. ISBN 9787306006202.
- 德文论文：《Chaoju eine chinesische Lokaloper in Ost-Guangdong》（《潮剧-关于中国粤东一个地方剧种的研究》）Helga Werle，Dissertation der Universitat Bochum，1985
- 英文论文：Helga Werle.  (PDF). Journal of the Royal Asiatic Society Hong Kong Branch. 1975, 15  [2021-11-28]. ISSN 1991-7295. （原始内容存档 (PDF)于2021-11-28）.